# Auletobius ater
Auletobius ater – gatunek chrząszcza z rodziny tutkarzowatych.

## Zasięg występowania
Wsch. część Ameryki Płn. Występuje na obszarze od Kanadyjskich stanów Ontario i Manitoba na płn., po Karolinę Płd. i Teksas na płd.

## Budowa ciała
Osiąga 3,3-3,8 mm długości ciała. Pokrywy bezładnie punktowane. Czułki umieszczone w połowie długości ryjka.